# Ильбесхайм-Ландау (Пфальц)
Ильбесхайм-Ландау (нем. Ilbesheim bei Landau in der Pfalz) — община в Германии, в земле Рейнланд-Пфальц.
Входит в состав района Южный Вайнштрассе. Подчиняется управлению Ландау-Ланд. Население составляет 1236 человек (на 31 декабря 2010 года). Занимает площадь 6,07 км².